# Szkuraty (Białoruś)
Szkuraty (biał. Шкураты; ros. Шкураты) – wieś na Białorusi, w obwodzie homelskim, w rejonie brahińskim, w sielsowiecie Wuhły. W 2009 roku liczyła 187 mieszkańców.